# گورنا گروپا
گورنا گروپا (به لاتین: Górna Grupa) یک روستا در لهستان است که در گمینا دراگاچ واقع شده‌است. گورنا گروپا ۵۸۰ نفر جمعیت دارد.